# Design pro všechny
Ve světě existují různé definice Designu pro všechny (zkratka DfA – z anglického Design for all), např.: „Design pro všechny je takový design výrobků a prostředí, který je využitelný v co největší míře pro co nejširší skupinu uživatelů bez nutnosti úprav nebo speciálního návrhu“ Další definice říká že „Design pro všechny je takový návrh produktů, služeb a prostředí, aby je mohlo využívat co nejvíce lidí bez ohledu na jejich věk a tělesné vlastnosti (např. výška, zrakové a sluchové schopnosti, motorika rukou atp)“, a nebo podle Stephanidise : „Design pro všechny je v informační společnosti vědomé a systematické úsilí aktivně uplatňovat principy, metody a nástroje, s cílem rozvíjet výrobky a služby informačních technologií a telekomunikací (IT&T), které jsou přístupné a použitelné pro všechny občany. Tím dojde k zabránění nutnosti následné úpravy výrobku/služby, nebo vytváření specializovaného designu“. Podle Stockholmské deklarace z roku 2004 je Design pro všechny návrh pro lidskou diversitu, sociální inkluzi a rovnost.
Design pro všechny by v rámci informačních a komunikačních technologií (ICT) neměl být chápán jako snaha prosazovat jednotné řešení pro každého, ale jako user-centered přístup zaměřený na poskytování produktů, které se mohou automaticky přizpůsobovat rozsahu lidských schopností, dovedností, požadavků a preferencí. V důsledku je výsledkem návrhového procesu design, který není použitelný pouze pro jeden typ uživatele, ale je naopak přizpůsobitelný pro různé uživatele na základě konkrétních vlastností uživatele a kontextu využívání.
Základ odbornosti navrhování a testování DfA tvoří multidisciplinární obor ergonomie (human factors, human engineering), který se zabývá interakcí lidského organismu a prostředí včetně jeho detailů. Harmonizací jednotlivých faktorů interakce vede k vytvoření nepovrchnímu komfortu, který je předpokladem pohody uživatele. Ergonomie tak přispívá k důležitému odlišení komfortu skutečného a povrchního, kdy první se vztahuje k přirozeným potřebám lidského těla (potřebám uživatele) a druhý k povrchním požadavkům zákazníka (tržní mechanismus). V ideálním případě se tyto typy komfortů mohou překrývat, v praxi jsou však většinou značně rozdílné.

## Související pojmy
Asistivní Technologie, (Universální) Přístupnost, Universální Design, a Inklusivní Design jsou koncepty související s Designem pro všechny ve smyslu podpory inkluze do informační společnosti.
Tradičně byly řešeny problémy s dostupností a přístupností výrobků a služeb ad-hoc úpravami a používání podpůrných výrobků – asistivními technologiemi.
Koncept univerzální přístupnosti (UP) naznačuje přístupnost a použitelnost informačních a telekomunikačních technologií (ICT) pro kohokoli a to kdekoliv a kdykoliv a zároveň možnost začlenění těchto technologií do jakékoli prostředí.
Cílem UP je umožnit rovný přístup a aktivní účast potenciálně pro všechny obyvatele ve stávajících i nově vznikajících činnostech, které jsou zprostředkovány přes prostředky výpočetní techniky. Tohoto cíle má být dosaženo pomocí vývoje universálně přístupných a využitelných produktů a služeb. Tyto produkty a služby se musí umět přizpůsobit požadavkům uživatelů v různých situacích nezávisle na prostředí, použitém HW i SW.
V budoucnosti se očekává, že občané budou žít v takovém prostředí, kde k řešení každodenních činností bude potřeba prostředků ICT a tyto musí být pro všechny snadno a uživatelsky příjemně ovladatelné.
Design pro všechny byl zaveden v rámci Rozhraní člověk-stroj, které se musí vyrovnat s tím, že je využíván velmi různorodou skupinou uživatelů, na jejichž požadavky musí reagovat. Pro tuto skupinu je třeba navrhnout rozhraní tak, aby byly všechny (či alespoň velká většina) požadavky vzaty do úvahy. S rozvíjejícím se vlivem ICT na každodenní život rostou i nároky stejně tak množství požadavků na jednotlivé úpravy. Klasický přístup Asistivních Technologií již není udržitelný a je třeba ho inovovat – jednou z možných cest je Design pro všechny.

## Užitečnost konceptu a hlavní výzvy
Sdělení Evropské komise o e-Accessibility , identifikovalo jako hlavní výzvy na poli elektronické přístupnosti v Evropě tyto body:
- Požadavky na přístupnost při zadávání veřejných zakázek
- Certifikace dostupnosti
- Lepší využití stávajících právních předpisů

Pro zlepšení situace v těchto oblastech je třeba:
- Zavést konkrétní legislativních opatření k doplnění a posílení stávajících právních předpisů
- Oslovovat a motivovat průmysl
- Vyvíjet účinný benchmarkingu
- Poskytovat harmonizované normy
- Vytvořit vzdělávacího programu pro DfA
- Navrhovat budoucí výzkumné aktivity

Další informace k výzvám a výhodám Designu pro všechny jsou uvedeny v bílé knize projektu EDeAN z roku 2005 a ve „Zprávě o vlivu technologického vývoje na eAccessibility“  of the DfA@eInclusion project.

## Legislativní a regulační předpoklady
Současnou politiku v oblasti přístupnosti v ICT a Informační společnosti v Evropě určuje iniciativa i2010 , Evropská informační společnost pro růst a zaměstnanost, která byla založena Evropskou komisí v rámci rámcového programu zaměřeného na změny v prostředí informační společnosti a mediálního sektoru do roku 2010. Hlavním důraz klade iniciativa na otevřenou a kompetitivní digitální ekonomiku a zdůrazňuje ICT jako hlavní prvek pro fungující inkluzivní společnost a kvalitu života.

### Rovnost a nediskriminace
Cílem evropské strategie pro postižené (Strategy for Disability) je společnost která je otevřená a přístupná pro všechny. Bariéry je třeba identifikovat a odstranit a tato strategie se zaměřuje na tři oblasti: spolupráci mezi komisí a členskými státy, plné zapojení lidí s postižením do společnosti, a zahrnutí aspektů postižení při formulaci politiky.
Ne-diskriminace je jeden z obecných principů "Úmluvy o právech lidí s postižením ", která byla přijata valným shromážděním OSN 13. prosince 2006.

### Telekomunikace a informační společnost
V roce 2002 přijala Evropská unie nový regulační rámec pro elektronické komunikace, sítě a služby – pokrývající všechny sítě od kabelových po bezdrátové stejně jako přenos dat a vysílání. Z pohledu Designu pro všechny je nejdůležitější Direktiva o rámcové regulaci v ICT  a Direktiva o universalním poskytování služeb a právech spotřebitele ve vztahu k sítím elektronické komunikace .

### Veřejné zakázky
Veřejné zakázky jsou důležitou ekonomickou silou, a proto jsou důležitým nástrojem i pro podporu přístupnosti. Legislativní balíček směrnic o veřejných zakázkách, schválený v roce 2004 Evropský parlamentem, pomůže zjednodušit a zmodernizovat zadávání veřejných zakázek.
Nové směrnice umožňují, aby bylo možno vzít v úvahu potřeby přístupnosti hned v několika fázích zadávacího procesu veřejné zakázky.
Je zřejmé, že je nanejvýš vhodné odkazovat se při přípravě technických specifikací na normy. V současné době již existuje mnoho CEN, ETSI a ITU norem, které mohou být použity pro tyto účely využity. Mandátem M/376
úkoluje Evropská komise Evropské standardizační organizace CEN, CENELEC a ETSI, aby přicházeli s návrhem pro standardy v oblasti Designu pro všechny.

### Duševní vlastnictví
V případě, že chceme vytvořit audio-knihu vytváříme kopii z originálu a je možné, že se dostaneme do konfliktu s autorským právem. Některé související problémy řeší direktiva evropske unie , která má umožnit reflexi duševního vlastnictví v neustále se měnícím technologickém prostředí, tak jak bylo definováno v rámci World Intellectual Property Organisation (WIPO) v prosinci 1996.

### Ochrana soukromí
Vztah mezi designem a soukromím není nutně zřejmý. Nicméně moderní technologie na základě svého návrhu je schopna získat značné množství osobních informací. Uživatel má zájem aby tyto informace byly správné ale aby byly zároveň použity korektně.
V roce 1995 Evropská unie přijala direktivu o zpracování osobních údajů ,
která ustavuje základní principy při sběru, skladování a využití osobních dat.

## Relevantní doporučení a normy
Ve Spojených státech, Austrálii, Japonsku a v Evropské unii přibývá legislativních aktivit jejichž cílem je nejen zajistit přístupnost a využitelnost produktů pro „standardní” uživatele, ale také pro ostatní, například pro seniory, nebo lidi s tělesným znevýhodněním. Vzhledem k tomu, že technické aspekty v zákonech rychle zastarávají, většina zákonů odkazuje k mezinárodním standardům.

### Standardizace: obecný přehled
Standardizace je dobrovolnou činností, která byla založena v minulosti téměř výlučně na aktivitě podniků, které věřily, že standardizace umožní snazší výměnu výrobků a zboží. To naznačuje, že velmi často je přijetí norem dobrovolné a vyvolané očekáváním obchodních výhod. Jen ve velmi omezené míře se na standardizaci podílejí zástupci spotřebitelů.
Na druhou stranu, zákony v mnoha zemích požadují přijetí několika standardů (např. pro bezpečnost, nebo ekologické aspekty). Výsledkem této nezbytnosti norem je, že jsou mnohé normalizační iniciativy stimulovány (= dotovány) veřejnoprávními nebo soukromoprávními subjekty, v Evropě to znamená přímo nebo nepřímo ze strany Evropské komise.

### Aktuální vývoj v oblasti standardizace Designu pro všechny (formální standardy)
Standardizace Designu pro všechny byla explicitně zmíněna v dokumentu eEurope2002 a i2010
V akčním plánu Evropské unie, byly od té doby zakotveny čtyři hlavní strategie:
- Nastavení koordinaci pracovních skupin a organizace
- Demokratizace standardizace procesů samotných
- Rostoucí vliv neformálních normalizačních orgánů
- Vytvoření diskusních fór k normám otevřených pro laickou veřejnost

### Design pro všechny v ICT standardech
- ETSI EG 202 116 V1.2.2 (2009-03)

ETSI Guide
Human Factors (HF); Guidelines for ICT products and services; "Design for All".
- Web Content Accessibility Guidelines (WCAG) 2.0

Web Content Accessibility Guidelines (WCAG) 2.0 zahrnuje celou řadu doporučení pro vytváření přístupnějšího webového obsahu. Při dodržení těchto pokynů by se měl obsah webu zpřístupnit širšímu spektru lidí se zdravotním postižením, včetně nevidomých a slabozrakých, neslyšících, lidí s poruchami učení, kognitivním omezením, s omezeným pohybem, poruchami řeči, fotosenzitivitou a jejich kombinacemi. Při dodržení těchto pokynů, je často webový obsah použitelnější i pro všechny uživatele obecně.

## Aplikační oblasti
Aplikační oblasti Designu pro všechny v rámci ICT, zahrnují prakticky všechny oblasti týkající se informačních a komunikačních technologií.
Význam aplikačních oblastí odráží jejich roli při vytváření soudržné a sociálně přijatelné informační společnosti, ale také množství rozmanitých oblastí zasažených lidskou činností.
Oblasti kritických aplikací pro Design pro všechny, lze shrnout takto:
- Celoživotní vzdělávání
- Veřejné informační systému, terminály, informační prostředky (např.: kiosky, inteligentní domovy atp.)
- Transakční služby (např. bankovnictví)
- E-komerce aplikace a služby
- Sociální služby pro občany
- Nástroje pro umožnění výměny informací s přidanou hodnotou
- Bezpečnost

Bílá kniha z roku 1998 “Toward an Information Society for All: An International R&D Agenda“ 
publikovaná mezinárodním vědeckým fórem(ISF) "Towards an Information Society for All" (ISF-IS4ALL), zmiňuje důležitost těchto aplikačních domén:

"Celoživotního vzdělávání je kritická oblast, kde by měl být kladen důraz na podporu
"znalostní" společnost budoucnosti. Zahrnuje prohlubování a pořizování nových znalostí a dovedností s cílem usnadnit a prohloubit účast v informační společnosti. Nové technologie mohou hrát roli katalyzátoru při poskytování nových vzdělávacích mechanismů a struktur, což umožňuje aby se učení stalo nedílnou součástí života a dlouhodobé lidské činnosti i v rámci komunity a sociální interakce mezi skupinami lidí.
Další důležitou oblastí aplikací a kritickým krátkodobým cílem je rozvoj
všeobecně využitelných veřejných informačních systémů, terminálů a informační zařízení (např. informačních kiosků pro přístup k informačním službám). Předpokládá se využití v různých kontextech, včetně veřejných míst, domovů, učeben, atp. Zároveň se předpokládá poskytnoutí prostředků pro všudypřítomný a přenosný přístup. Inteligentní prostředí bude postupně pronikat širokou škálu lidských činností v nemocnicích, hotelech, v budovách veřejné správy, atd.
Konečně, široké spektrum služeb, transakce (např. bankovnictví, reklama,
zábavy), sociální služby pro občany (např. státní správa, zdravotnictví, školství,
doprava), a aplikace elektronického obchodu, budou stále důležitějšími při
přetváření obchodní i rezidenční lidské činnosti (...) bezpečnost a kontrola soukromí jsou ústředními tématy ve vývoji společensky přijatelné Informační společnosti a měli by dostat okamžitou pozornost. Ve stejné době, budou představovat stále složitější cíle k dosažení, protože rozpětí telekomunikační služeb různých úrovní od infrastruktury, síťových služeb
aplikačních služeb (např. obchodní transakce a zábavy), terminály atp., bude neustále narůstat.“

## Vzdělávání
Jednou z hlavních pák pro zvýšení povědomí a praxe v designu pro všechny je rozvoj vzdělávání a dalších programů odborné přípravy. Je třeba odborníků, kteří získají komplexní odborné znalosti a dovednosti v Designu pro všechny. Zároveň je třeba aby si profesionálové aktuálně v ICT pracující osvojili další znalosti a dovednosti týkající se Designu pro všechny.
V současné době neexistují vysokoškolské programy které by se specializovali na Design pro všechny (nebo Universální Design). Tento nedostatek se pokusili napravit v rámci projektu DfA@eInclusion, který navrhl osnovy několika studijních programů::
- Úvodní kurz bakalářské úrovně, jehož cílem je umožnit studentům pochopení etických a sociálních otázek Designu pro všechny
- Program na magisterské úrovni, jehož cílem je umožnit studentům, aby si osvojili příslušné znalosti, osobní a profesní dovednosti & kompetence pro návrh, vývoj, realizaci, hodnocení a řízení celé řady systémů ICT produktů a služeb, dodržování zásad a postupů v rámci Designu pro všechny [25].

V současné chvíli je v Evropě několik málo míst, kde jsou takové studijní programy v běhu – např. na Middlesex University, v Anglii a na univerzitě v Linzu , v Rakousku.
Ke klíčovým tématům studia patří pochopení principů lidských práv, vytváření norem, předpisů a právních předpisů, návrh a vývoj podpůrných technologií stejně tak i lepší přístup k běžným výrobkům a službám.
Webová přístupnost je důležitou součástí přístupu k informačním společnosti a informacím obecně. Normy pro přístupnost na webu jsou koordinovány jak z World Wide Web konsorcia Web Accessibility Initiative (WAI) zároveň existují i online tutoriály (např.: Opera's Web Standards Curriculum). Lokálně existují i normy státní např. v České republice.
Návrh na strukturu výuky Designu pro všechny pro ICT profesionály byl vytvořen v rámci projektu DfA@eInclusion .
V květnu 2009 proběhl na základě výše uvedeného návrhu CEN workshop "Curriculum for training professionals in Universal Design (UD-Prof)" a následně probíhají další kola vylepšování daného projektu.

## Příklady dobré praxe
- Opera (webový prohlížeč) byl navržen tak, aby byl použitelný pro co nejširší skupinu uživatelů – při svém vývoji sledoval zásady Designu pro všechny.
- Audioknihy jsou dobrým příkladem Designu pro všechny protože umožňují všem kteří nemají problémy se sluchem získat informace z knih. Listening Books je charitativní organizace, která poskytuje streamované služby komukoli, jehož postižení mu způsobuje obtíže při čtení(držet knihu, otáčet stránky atp.) [33].
- e-Government používá informační a komunikační technologie (ICT) k poskytování a zkvalitnění výkonu státní správy a jejích interakcí s občany, podniky a ostatními složkami státního aparátu.[34][35].
- Výtahy umožňují přepravu mezi podlažími, jiným způsobem než za použití schodů – jsou schopny ve svých moderních verzích přizpůsobit se téměř jakémukoli uživateli.
- The Inclusive Design Toolkit[36] ukazuje několik příkladů jakým způsobem může být implementován Design pro všechny:
- Množství dalších příkladů je prezentováno ve vzdělávací sekci projektu EdeAN [37].

## Související projekty

### EDeAN - European Design for all eAccessibility Network
Evropská síť s názvem Design for All e-Accessibility Network – EDeAN  je síť více než 160 organizací ze zemí členů evropské unie. Cílem sítě je podpora přístupu všech občanů k informační společnosti. EDeAN poskytuje:
- Evropské fórum pro design pro všechny otázky, podpora EU v e-Inkluzivních cílech
- Zvýšení povědomí ve veřejném i soukromém sektoru
- On-line zdroje pro Design pro všechny

Síť koordinuje EDeAN sekretariát, který rotuje každý rok mezi národními kontaktními centry.

### EIDD - Design for All Europe
EIDD – Design for All Europe je evropská organizace jejíž činnost pokrývá celou oblast teorie a praxe Designu pro všechny, od stavebnictví a hmotných produktů po komunikace, služby a návrh systémů. Organizace byla založena v roce 1993 jako Evropský institut pro design a zdravotní postižení (EIDD) ke zlepšení kvality života prostřednictvím designu pro všechny. EIDD – Design pro všechny šíří v Evropě informace o uplatnění designu pro všechny v oblasti podnikatelské i veřejné správy. V současné době (2009) jsou aktivními členy organizace zástupci z 22 evropských zemích. Cílem EIDD je podpořit aktivní interakci a komunikaci mezi odborníky zúčastněnými v teorii a praxi Designu pro všechny "a vytváření mostů mezi členy komunity EIDD a mezi komunitami ve kterých má využití Designu pro všechny přímý význam pro kvalitu života.

### Příklady výzkumných projektů z oblasti ICT a eInclusion financovaných EU
- Design for all for e-Inclusion[39]

Podpůrný projekt pro EDeAN. Projekt se zaměřuje na vývoj vzdělávacích kurzů a online databázi znalostí týkající se Designu pro všechny
- DIADEM[40]: Delivering Inclusive Access for Disabled or Elderly Members of the Community

Vývoj adaptivního webového rozhraní pro lidi se sníženými kognitivními schopnostmi
- I2Home[41]: Intuitive interaction for everyone with home appliances based on industry standards

Vývoj universálního ovladače pro ovládání přístrojů v domácnosti
- SHARE-IT[42]: Supported Human Autonomy for Recovery and Enhancement of cognitive and motor abilities using Information Technologies

Vývoj doplňků pro začlenění asistivních technologií do prostředí inteligentního domu
- HaH[43]: Hearing at Home

Vývoj next-gen asistivních technologií pro neslyšící.
- CogKnow[44]: Helping people with mild dementia navigate their day

CogKnow se zaměřuje na vývoj prototypu pro kognitivní prostetické pomůcky pro pacienty s demencí, tak aby jim umožnili vykonávat každodenní aktivity.
- MonAmi[45]: Mainstreaming Ambient Intelligence

Cílem je vytvoření technické platformy, které umožňují starším a zdravotně postiženým lidem žít ve svých domovech a zůstat v jejich komunitách.
- USEM: User Empowerment in Standardisation[46]

Projekt se zaměřuje na vzdělávání koncových uživatelů v oblasti normalizace, a souvisejících otázek
- VAALID[47]: Accessibility and Usability Validation Framework for AAL Interaction Design Process

Projekt se zaměřuje na vytváření modelů a simulací podpůrných nástrojů pro optimalizaci návrhu interakce s uživatelem, ověření přístupnosti a použitelnosti validačního procesu při vývoji řešení pro asistovaného žití.
- PERSONA[48]: Perceptive Spaces promoting Independent Aging

Cílem projektu je dále rozvíjet, Ambient Assisted Living produkty a služby, které jsou cenově dostupné, snadno použitelné a obchodně životaschopné. Projekt rozvíjí integrované technologické platformy, které plynule navazují na vývoj různých výrobků a služeb pro sociální začlenění, na podporu aktivit v každodenním životě, včasné rozpoznání rizik pro osobní ochranu ze zdravotních a environmentálních rizik, pro podporu mobility, které by všechny měli umožnit prožít plnohodnotný život v rámci své rodiny či komunity